# Los Sabinos, Zacatecas
Los Sabinos är en ort i Mexiko.   Den ligger i kommunen Jalpa och delstaten Zacatecas, i den centrala delen av landet, 500 km nordväst om huvudstaden Mexico City. Los Sabinos ligger 1 572 meter över havet och antalet invånare är 127.
Terrängen runt Los Sabinos är lite bergig. Runt Los Sabinos är det ganska glesbefolkat, med 22 invånare per kvadratkilometer. Närmaste större samhälle är Jalpa, 14,1 km väster om Los Sabinos. I omgivningarna runt Los Sabinos växer huvudsakligen savannskog.